# Ada Leonard
Ada Leonard (Lawton, 1915. július 22. – Santa Monica, 1997. november 29.) amerikai zenekarvezető. A swing-korszakbeli, csak nőkből álló big band megalakításáról híres („Ada Leonard és az All American girls”). A második világháború alatt az USO-val turnéztak.

## Pályakép
Apja színész volt, édesanyja pedig táncosnő, aki több különböző hangszeren is játszott. Ada kétévesen már színpadon volt: énekelt és táncolt szülei vaudeville előadásain. Tizenhét éves korában Chicagóba ment, és burleszk showkban kezdett fellépni és éjszakai klubokban énekelt.
Csellón és zongorán is játszott, de egyik hangszeren sem hivatásszerűen.
Az Ada Leonard Orchestra volt az első, kizárólag nőkből álló zenekar, amelyet hivatalosan is foglalkoztatott az USO, és a második világháború alatt az Egyesült Államok hadseregének táboraiban léptek fel.
1952-1954 között Leonard varietéműsort vezetett a televízióban. Zenekara szereplésével péntek esténként 30 percig futott műsoruk a KTTV-n. Ezután megvalósította, hogy egy kizárólag férfiakból álló big bandet vezessen.
Leonard kétszer volt házas, aztán özvegy: először George L. McCall-lal, aki irányította karrierjét, aztán Dr. Harold Bernstein, a Reiss-Davis Klinika egyik alapítójával.
Leonard a kaliforniai Santa Monicában halt meg 82 évesen.

## Lemezek
- Ada Leonard and the All-American Girl Orchestra, 1940-54

## Filmek
- Leonard Zarina hercegnőt − egy rajongó táncosnőt − alakított a Meet the Missus című filmben (1937).
- Zenekarával fellépett a My Dream Is Yours című filmben (1949).